# Сех Ірина Ігорівна
Ірина Ігорівна Сех (нар. 20 вересня 1970, село Вербівчик, Бродівського району, Львівської області) — український політик, депутат Львівської обласної ради V, VI, VIII скликання, директор приватного підприємства «Агенція юридичного захисту», голова Всеукраїнського об'єднання Українок "Яворина" , Народний депутат України VII скликання.
Очолювала Львівську обласну державну адміністрацію з 2 березня до 14 серпня 2014 року.

## Освіта
З 1977 по 1987 рік — навчання у Бродівській СШ № 1, яку закінчила з відзнакою.
З 1987 по 1989 рік — навчання у Бродівському педагогічному училищі (нині коледж), яке закінчила з відзнакою.
З 1990 по 1994 рік — навчалася у Тернопільському педінституті (нині університет), спеціальність — вчитель початкових класів.
З 2005 по 2009 рік — навчання на юридичному факультеті Львівському національному університеті ім. Івана Франка за спеціальністю правознавство.

## Політична діяльність
Працювала в школах Золочева і Бродів. У 1998 вступила до партії «Свобода», стала помічником народного депутата Олега Тягнибока, працюючи у громадській приймальні.
У 2002, у результаті місцевих виборів, «Свобода» отримала представництво у Бродівській районній раді, а Ірина Сех, відповідно, очолила депутатську фракцію партії.
У 2006 Ірину обрано депутатом Львівської обласної ради V скликання. Згодом пані Сех переобрали на другий термін, вже до Львівської обласної ради VI скликання, де вона очолила фракцію «Свободи», комісію з питань екології, природних ресурсів та рекреації, низку тимчасових контрольних депутатських комісій. Діяльність депутатки у стінах Львівської обласної ради була досить продуктивною — Ірина Сех відзначилася найбільшою кількістю депутатських звернень і запитів, комісія, яку вона очолювала, була ініціатором найбільшої кількості рішень сесій.
2012 року на виборах до Верховної Ради України за Ірину Сех, яка балотувалася в 119-му виборчому окрузі, проголосувало 67 784 виборців (64,86 %). У парламенті очолювала Комітет з питань екологічної політики, природокористування та ліквідації наслідків Чорнобильської катастрофи. Автор та співавтор 25 законопроєктів та низки проєктів постанов. Скерувала понад 20 депутатських запитів та 1500 звернень в органи влади. Експерти[хто саме?] визнали Ірину Сех найактивнішим законотворцем із Львівщини в парламенті VII скликання[джерело?].
Під час Революції гідності Ірина Сех стала головою Львівського обласного Штабу національного спротиву. Штаб займався відправленням людей до Києва на підтримку Майдану, збором і перевезенням продуктів, речей, іншого необхідного, щонеділі відбувалися віча на львівському Майдані. Після одного з них Ірині прийшла повістка про порушення кримінальної справи. На допиті вона відмовилася давати свідчення. 20 лютого 2014 року в готелі «Україна» в Києві вона разом з кількома львівськими медиками прийняла перших поранених снайперами з Інститутської[джерело?].
Указом Виконуючого обов'язки Президента України Президента України Олександра Турчинова від 2 березня 2014 року призначена головою Львівської обласної державної адміністрації. На посаді голови облдержадміністрації створила 3-ій батальйон територіальної оборони Львівщини[джерело?], 10 червня 2014 року написала заяву про звільнення з посади голови Львівської обласної державної адміністрації i направила її в адміністрацію президента України. 14 серпня 2014 року звільнена з посади.
Кандидатка-мажоритарник в народні депутати на виборах 2014 року по 119 виборчому округу (Львівщина), де мала 4-е місце. 2020 року Ірину Сех обрано депутаткою Львівської обласної ради.

## Соціальна діяльність
У 2014 Ірина Сех виступила головним спонсором літературного конкурсу «Жінка в історії» і номінації «Жінка у борні за Україну» в цьому конкурсі[джерело?].
У травні 2015 року стала засновницею та головою Всеукраїнського об'єднання українок «Яворина», основне завдання якого — допомога війську, родинам загиблих, сиротам, вдовам, самотнім стареньким.
Громадська організація "Всеукраїнське об'єднання українок «Яворина» на чолі з Іриною Сех із початком повномасштабного вторгнення активізувала свою волонтерську діяльність, допомагає українському війську, піклується про ветеранів, родини військовослужбовців, вимушених переселенців, інших осіб, які потребують допомоги.

## Скандали
Ірина Сех керувала «облавою» на кабінет Михайла Цимбалюка, коли після подій 9 травня, у присутності депутатів облради, його змусили написати заяву на звільнення.
11 квітня 2011 року, під час приїзду президента Віктора Януковича до Львова, 80 пікетувальників, у тому числі і пані Сех, намагались проникнути через міліцейський кордон у приміщення, де відбувалось засідання регіонального комітету по економічних реформах.[джерело?]